# Fraaie meelmot
De fraaie meelmot (Pyralis pictalis) is een vlinder uit de familie van de snuitmotten (Pyralidae). De wetenschappelijke naam werd  gepubliceerd in 1834 door John Curtis.
De soort komt voor in Europa.